# Flinders Petrie
Sir William Matthew Flinders Petrie, FRS, FBA (Charlton, 3 de junho de 1853 — Jerusalém, Mandato Britânico da Palestina, 28 de julho de 1942) foi um arqueólogo e egiptólogo britânico nascido em Charlton, próximo a Greenwich, Londres, um pioneiro de metodologia sistemática em arqueologia que inventou um método para reconstituir a seqüência de acontecimentos históricos em culturas antigas.
Neto do Capitão Matthew Flinders, explorador das costas da Austrália, e filho de um agrimensor, foi educado em casa pelos próprios pais e que tiveram grande influência na sua carreira. Depois de inspecionar monumentos pré-históricos britânicos, inclusive Stonehenge, viajou para o Egito (1880) para inspecionar a grande pirâmide de Gizé e desenvolver escavações em vários locais arqueológicos, como Abidos e Amarna. Depois de realizar um expressivo trabalho nas pirâmides e templos de ´Giza, e ser conhecido especialmente pelas escavações em Memfis e Tebas (1881), nos montes de Tanis e Naucratis, foi recomendado ao Egypt Exploration Fund, hoje Egypt Exploration Society, para suceder o arqueólogo Edouard Naville. Voltou ao Egito (1884) para começar suas escavações e unindo estilos de cerâmica com períodos, ele criou um método novo por estabelecer a cronologia de um local. Foi o primeiro Edwards Professor de Egyptian Archaeology and Philology na University College, Londres (1892-1933). Esta cadeira tinha sido fundada por Amélia Edwards, seu grande suporte de admiração. Ele continuou escavando no Egito depois de se tornar professor, enquanto treinava futuros e grandes arqueólogos. Vendeu a sua grande coleção de antiguidades egípcias (1913) para a University College, Londres, hoje no Museu Petrie de Arqueologia Egípcia. Foi nomeado Cavaleiro em 1923 por seus serviços prestados a arqueologia britânica e egiptologia e deixou o Egito pela Palestina (1926), onde escavou uma série de locais de fronteira entre o Egito e Canaã. Foi autor de mais de 100 livros e um pioneiro no ensino da arqueologia. Morreu em Jerusalém (1942) e foi enterrado no cemitério protestante de Monte Zion.